# У моїй смерті прошу звинувачувати Клаву К.
«У моїй смерті прошу звинувачувати Клаву К.» (рос. «В моей смерти прошу винить Клаву К.») — російський радянський художній фільм про перше кохання, знятий в 1979 році режисерами Миколою Лебедєвим і Ернестом Ясаном за повістю Михайла Львовського. Зйомки фільму проходили в Краснодарі, Ростові-на-Дону, Ленінграді і Карелії.

## Зміст
Сергій закохався у Клаву ще в дитячому садку, коли вони разом збирали жолуді. Він завжди був гордістю школи, відмінником, переможцем і з легкістю вирішував за Клаву всі її проблеми. Та вже у старших класах вона покохала іншого, адже Сергій став усього лиш обридлою іграшкою.

## Літературне джерело
Фільм знятий за однойменною повістю Михайла Львівського, в якій, за його словами, знайшли відображення перипетії його юнацьких відносин з Валентиною Архангельською, яка потім стала дружиною Олександра Галича. У 1980 році був виданий збірник кіносценаріїв та повістей «Сигнал надії», куди в тому числі увійшли написана в 1976 році повість «У моїй смерті прошу звинувачувати Клаву К.» і її продовження «Сестра милосердя» (1977 р.). Більше ці твори ніколи не видавалися.
Відмінною особливістю однойменної повісті є почергову розповідь від імені практично всіх головних героїв, що дає можливість зрозуміти причину тих чи інших вчинків і їх сприйняття оточуючими.
Між книгою і фільмом є деяка кількість відмінностей, головне з яких — випадкове падіння Сергія з обриву річки, після повернення з поїздки на море, заміненої у фільмі туристичним походом. Після цього Таня доглядала за юнаками у лікарні, і тільки потім відбувається їх пояснення. Також у повісті уточнюється річка — Кубань, згадується прізвище Лаврика — Корнільєв. У фільмі на падіння є лише натяк в одному з кадрів. За твердженнями, зйомки включали всі епізоди повісті, проте урізання сюжету сталося через бажання режисера не відволікати увагу глядача від основної теми фільму і цим надати йому динаміки.

### Літературний сіквел
У книзі «Сестра милосердя» розкривається подальший розвиток сюжету. Про Клаву в повісті згадується побіжно — лише повідомляється, що вона вийшла заміж. Дія відбувається через 5-6 років (це можна побічно вирахувати за словами автора: в повісті «У моїй смерті прошу звинувачувати Клаву К.» Таня каже Сергію про свою сестру Світлану, що їй три роки, а в повісті «Сестра милосердя» про Світу йдеться, що їй 8 років). Таня працює медсестрою в клініці професора Корнільєва (батька Лаврика), Серьожа вчиться і живе в Москві, де одночасно зі здачею диплома захищає і кандидатську дисертацію з математики. Він повертається в своє рідне місто — Синьогорськ, і вмовляє Таню переїхати до нього. Через кілька місяців дівчина їде до Москви, де перемагає в конкурсі пісні медичних працівників. Її відносини з Сергієм мають відкритий фінал з натяком на щасливе розвиток: Сергій знову пропонує продовжити роман, проте Таня відмовляється, мотивуючи це тим, що вийде за нього заміж тільки тоді, коли буде впевнена, що його почуття до неї такі ж міцні, як і у неї до нього. Книга закінчується тим, що Тані приходить лист, в якому Сергій пише, що не може жити без неї та її друзів, з якими він встиг познайомитися.
Слід зауважити, що Синьогорськ дійсно існує в Краснодарському краї, однак це невелике селище, і річка Кубань через нього не протікає. Більш ймовірно, що під Синьогорськом мається на увазі сам Краснодар.

## Ролі
- Максим Ясан — Сергійко Лавров в дитинстві
- Андрій Мусатов — Сергійко Лавров-третьокласник
- Володимир Шевельков — Сергійко Лавров
- Олена Хопшоносова — Клава в дитинстві
- Ольга Озерецковська — Клава-третьокласниця
- Надія Горшкова — Клава Климкова
- Наталія Журавльова — Туся (Тетяна Іщенко)
- Володимир Сидоров — Лаврик Корнільєв
- Любов Поліщук — Віра Сергіївна, мама Клави
- Валентина Паніна — Рита, мама Сергійка
- Віктор Костецький — Павло, батько Сергія
- Антон Гранат — Шурик, брат Сергійка
- Веніамін Смехов — дядько Сєва
- Ольга Волкова — Олена Григорівна, вихователька в дитячому садку
- Любов Малиновська — Неоніла Миколаївна, вчителька музики в Палаці піонерів
- Олександр Анісімов — Дмитро Олександрович, директор Палацу піонерів
- Олег Єфремов — режисер Палацу піонерів
- Любов Тищенко — завідувачка дитячого садка

## Знімальна група
- Автор сценарію: Михайло Львовський
- Режисер: Микола Лебедєв, Ернест Ясан
- Оператор: Валерій Миронов
- Художник: Олексій Федотов
- Композитор: Олександр Журбін

## Музичний супровід
- Алекс Сильванні (Alex Silvanni)— «Disco stomp»/«Музичний автомат» (мелодія, під яку танцюють Клава і її мама);
- Франц Шуберт — «У шлях»/«Das Wandern» з вокального циклу «Прекрасна мельничиха» (пісня, що виконується хором у Палаці піонерів);
- Африк Симон (Afric Simone) — «Hafanana» (пісня, під яку герої танцюють в парку);
- Алекс Сильвані (Alex Silvanni) — «Para que no me olvides»/«Щоб ти знала» (танго, під яке герої танцюють в парку, а Таня каже Лаврику: «Можна я тобі на долю поскаржуся — танго дуже красиве»);
- ВИА «Вірні друзі» — «Все на краще» (пісня, що виконується під час літньої туристичної поїздки Лаврових);
- Олександр Журбін — вокаліз 1 (у виконанні Клави);
- Олександр Журбін — «Не буває кохання нещасливого» (на вірші Бориса Заходера) (пісня, що виконується викладачем гуртка по співу);
- Олександр Журбін — вокаліз 2 (фінальна сцена пояснення Сергія та Тетяни).

## Призи та премії
- 1979 Грамота журі на 1-му Всесоюзному огляді робіт молодих кінематографістів
- 1979 Найкращий сценарій 1979 року М.Львовского на закритому професійному конкурсі Спілки кінематографістів СРСР
- 1980 ВКФ (Головна премія по розділу дитячих фільмів — Микола Лебідєв)
- 1980 XIII ВКФ (Головна премія по розділу дитячих фільмів — Ернест Ясан)
- 1980 XVIII МКФ фільмів для дітей та юнацтва в Хіхоні (Головний приз — Микола Лебідєв)
- 1980 XVIII МКФ фільмів для дітей та юнацтва в Хіхоні (Головний приз — Ернест Ясан)
- 1980 Найкращий фільм 1979 року по визнанню глядацького журі клубу «Екран» на VI МКФ країн Азії, Африки та Латинської Америки в Ташкенті
- 1981 Державна премія РРФСР ім. Н. К. Крупської (Микола Лебідєв)
- 1981 Державна премія РРФСР ім. Н. К. Крупської (Михайло Львівський)
- 1981 Державна премія РРФСР ім. Н. К. Крупської (Валерій Миронов)
- 1981 Державна премія РРФСР ім. Н. К. Крупської (Олексій Федотов)
- 1981 Державна премія РРФСР ім. Н. К. Крупської (Ернест Ясан)

## Критика
- І. С. Левшина «Підліток І ЕКРАН», Москва «Педагогіка» 1989, ISBN 5-7155-0151-2 :

…Коли достатньо задовго до виходу на екран я подивилася «У моїй смерті прошу звинувачувати Клаву К.» (режисер Едуард Ясан), мені було зрозуміло, що фільм молодіжна аудиторія зустріне дуже добре. Але щоб такий успіх! — Треба зізнатися, не очікувала. Лавина листів в кіноредакціі, у всіх касах кінотеатрів — завжди і скрізь — квитки продані. Після демонстрації цієї стрічки по Центральному телебаченню в 1986 р. редакція кінопрограм ЦТ була завалена потоком відгуків: підросли нові 14-15 — річні, які у свої 10 років картину, може, і не бачили, а якщо й бачили, то не могли оцінити з позицій нинішніх, сформувалися запитів; колишні підлітки, нинішні 20 — річні молоді люди, заново переживали чудові враження тепер уже їх минулого дитинства. Знову успіх фільму приголомшував.

Ми, професіонали, звичайно, мають рацію, коли передусім стурбовані мірою і ступенем художнього осягнення життя з усіма її складнощами і суперечностями. Я згадую, як в сценарії М. Львівського слово передавалося по ходу дії всім героям драми (аж до малолітнього Сергія брата) і розповідь продовжувало розвиватися, переломлене вже з іншої точки зору… Життя поверталася різними гранями, стикалися різні позиції, мотиви вчинків кожного з діючих осіб мали поглиблені і непрості характеристики. Відносини фатальної красуні Клави, закоханого в неї з дитячого саду благородного Сергія, поява не менш, ніж Сергій, чудового хлопця Лаврика, що став новою, «справжньої» любов'ю для Клави, — все це представляло досить багатовимірну, складну картину життя.

У знятому фільмі нічого цього немає, дія спрямована по очищеному від всього «зайвого» (тобто від життєвої реальності) шляху. Прикро дивитися це видовище. Однак порахуємось і з юними глядачами, з їх способами дивитися, з їх очікуваннями від екрану!

## Факти про фільм
- Головний герой кілька разів проходить по вулиці Красній повз будівлі колишнього крайвиконкому Краснодара, добре видно мозаїчне панно і сходи кафе на розі Будинку Книги.